# 披针叶酸模
披针叶酸模（学名：Rumex pseudonatronatus），为蓼科酸模属下的一个植物种。